# Grand Prix Hiszpanii 1986
Grand Prix Hiszpanii 1986 (oryg. Gran Premio Tio Pepe de España) – druga runda Mistrzostw Świata Formuły 1 w sezonie 1986, która odbyła się 13 kwietnia 1986, po raz pierwszy na torze Circuito Permanente de Jerez.
28. Grand Prix Hiszpanii, 16. zaliczane do Mistrzostw Świata Formuły 1.

## Klasyfikacja
| Legenda oznaczeń w tabelach wyników Wyświetl szablon na nowej stronie | Legenda oznaczeń w tabelach wyników Wyświetl szablon na nowej stronie                                                                     |
| Oznaczenie                                                            | Wyjaśnienie |
| --------------------------------------------------------------------- | --- |
| Złoty                                                                 | Zwycięzca lub mistrzostwo |
| Srebrny                                                               | 2. miejsce lub wicemistrzostwo |
| Brązowy                                                               | 3. miejsce lub II wicemistrzostwo |
| Zielony                                                               | Ukończył, punktował (w klasyfikacji generalnej, gdy zdobył co najmniej jeden punkt na przestrzeni sezonu, poza trzema powyższymi opcjami) |
| Niebieski                                                             | Ukończył, nie punktował (w klasyfikacji generalnej, gdy nie zdobył co najmniej jednego punktu na przestrzeni sezonu)                      |
| Czerwony                                                              | Nie zakwalifikował się (NZ) |
| Czerwony                                                              | Nie prekwalifikował się (NPK) |
| Różowy                                                                | Nie ukończył (NU) |
| Różowy                                                                | Niesklasyfikowany (NS) (w klasyfikacji generalnej, gdy nie został sklasyfikowany w żadnym wyścigu sezonu)                                 |
| Czarny                                                                | Zdyskwalifikowany (DK) |
| Czarny                                                                | Wykluczony (WYK/EX) |
| Biały                                                                 | Nie wystartował (NW) |
| Biały                                                                 | Kontuzjowany (K/INJ) |
| Biały                                                                 | Wyścig odwołany (OD/C) |
| Bez koloru                                                            | Został wycofany (WYC/WD) |
| Bez koloru                                                            | Nie przybył (NP/DNA) |
| Bez koloru                                                            | Nie brał udziału w treningach (NT/DNP) |
| Bez koloru                                                            | Nie został zgłoszony (–) |
| Pogrubienie                                                           | Start z pole position |
| Kursywa                                                               | Najszybsze okrążenie wyścigu |
| †                                                                     | Nie ukończył, ale jego rezultat został zaliczony ze względu na przejechanie więcej niż 90% dystansu wyścigu.                              |
| *                                                                     | Sezon w trakcie |
| 1/2/3                                                                 | Punktowana pozycja w sprincie kwalifikacyjnym                                                                                             |
| Lista systemów punktacji Formuły 1                                    | |

| Poz | Nr | Kierowca           | Konstruktor            | Okrążenia | Czas/powód NU    | Poz. start. | Punkty |
| --- | -- | ------------------ | ---------------------- | --------- | ---------------- | ----------- | ------ |
| 1   | 12 | Ayrton Senna       | Lotus-Renault          | 72        | 1:48:47.735      | 1           | 9      |
| 2   | 5  | Nigel Mansell      | Williams-Honda         | 72        | + 0.014          | 3           | 6      |
| 3   | 1  | Alain Prost        | McLaren-TAG            | 72        | + 21.552         | 4           | 4      |
| 4   | 2  | Keke Rosberg       | McLaren-TAG            | 71        | + 1 okrążenie    | 5           | 3      |
| 5   | 19 | Teo Fabi           | Benetton-BMW           | 71        | + 1 okrążenie    | 9           | 2      |
| 6   | 20 | Gerhard Berger     | Benetton-BMW           | 71        | + 1 okrążenie    | 7           | 1      |
| 7   | 18 | Thierry Boutsen    | Arrows-BMW             | 68        | + 4 okrążenia    | 19          |        |
| 8   | 16 | Patrick Tambay     | Lola-Hart              | 66        | + 6 okrążeń      | 18          |        |
| NU  | 11 | Johnny Dumfries    | Lotus-Renault          | 52        | Skrz. biegów     | 10          |        |
| NU  | 3  | Martin Brundle     | Tyrrell-Renault        | 41        | Silnik           | 12          |        |
| NU  | 26 | Jacques Laffite    | Ligier-Renault         | 40        | Wał prz. napędu  | 8           |        |
| NU  | 17 | Marc Surer         | Arrows-BMW             | 39        | Probl. z paliwem | 22          |        |
| NU  | 6  | Nelson Piquet      | Williams-Honda         | 39        | Silnik           | 2           |        |
| NU  | 8  | Elio de Angelis    | Brabham-BMW            | 29        | Skrz. biegów     | 15          |        |
| NU  | 25 | René Arnoux        | Ligier-Renault         | 29        | Wał napędowy     | 6           |        |
| NU  | 27 | Michele Alboreto   | Ferrari                | 22        | Łożysko koła     | 13          |        |
| NU  | 4  | Philippe Streiff   | Tyrrell-Renault        | 22        | Silnik           | 20          |        |
| NU  | 22 | Christian Danner   | Osella-Alfa Romeo      | 14        | Silnik           | 23          |        |
| NU  | 28 | Stefan Johansson   | Ferrari                | 11        | Hamulce          | 11          |        |
| NU  | 21 | Piercarlo Ghinzani | Osella-Alfa Romeo      | 10        | Silnik           | 21          |        |
| NU  | 7  | Riccardo Patrese   | Brabham-BMW            | 8         | Skrz. biegów     | 14          |        |
| NU  | 23 | Andrea de Cesaris  | Minardi-Motori Moderni | 1         | Dyferencjał      | 24          |        |
| NU  | 14 | Jonathan Palmer    | Zakspeed               | 0         | Kolizja          | 16          |        |
| NU  | 15 | Alan Jones         | Lola-Hart              | 0         | Kolizja          | 17          |        |
| NU  | 24 | Alessandro Nannini | Minardi-Motori Moderni | 0         | Dyferencjał      | 25          |        |